# Azmi Nassar
Azmi Nassar, ar. عزمي نصار (ur. 3 października 1957 w Nazarecie, zm. 26 marca 2007) – izraelski i palestyński piłkarz, grający na pozycji pomocnika, trener piłkarski. Posiada izraelskie i palestyńskie obywatelstwo.

## Kariera piłkarska

### Kariera klubowa
Od 1974 do 1986 występował w izraelskich klubach Maccabi Ahi Nazaret i Hapoel Hajfa.

## Kariera trenerska
Po zakończeniu kariery zawodnika rozpoczął prace szkoleniową. Najpierw trenował kluby Maccabi Kafr Kanna, Hapoel Bnei Tamra, Bene Sachnin i Maccabi Ahi Nazaret. Od 1999 do 2000 prowadził narodową reprezentację Palestyny. W 2005 ponownie stał na czele reprezentacji Palestyny, z którą pracował do swojej śmierci w dniu 26 marca 2007.